# 金ケ崎駅
金ケ崎駅（かねがさきえき）は、岩手県胆沢郡金ケ崎町西根杉土手にある、東日本旅客鉄道（JR東日本）東北本線の駅である。

## 歴史
- 1897年（明治30年）7月1日：開業[2][3]。
- 1902年（明治35年）11月11日：電報の取り扱いを開始[4]。
- 1982年（昭和57年）11月15日：貨物の取り扱いを廃止[3]。
- 1983年（昭和58年）2月1日：荷物の扱いを廃止[5]。駅員無配置駅となる[6]。以降、水沢駅派遣により出札業務を継続。
- 1987年（昭和62年）4月1日：国鉄分割民営化により、JR東日本の駅となる[3]。
- 2004年（平成16年）
  - 10月1日：業務委託化。
  - 11月13日：駅舎を改築[新聞 1]。
- 2015年（平成27年）12月1日：水沢駅の業務委託化に伴い、北上駅長管理下となる。
- 2024年（令和6年）10月1日：えきねっとQチケのサービスを開始[1][報道 1]。
- 2025年（令和7年）
  - 3月14日：出札窓口の営業を終了[新聞 2]。自動券売機を撤去[新聞 2]。
  - 3月15日：終日無人化[7][8][新聞 2]。

## 駅構造
単式ホーム2面2線を持つ地上駅で、橋上駅舎を有している。もともとは2面3線であったが、旧2番線（中線）が撤去され、現在の形となった。
北上駅管理の無人駅。乗車駅証明書発行機が設置されている。駅舎には駅の機能以外に、金ケ崎商工会・岩手ふるさと農業協同組合金ケ崎支店が入居している。

### のりば
| 番線 | 路線      | 方向 | 行先             |
| ---- | --------- | ---- | ---------------- |
| 1    | ■東北本線 | 上り | 一ノ関・仙台方面 |
| 2    | ■東北本線 | 下り | 北上・盛岡方面   |

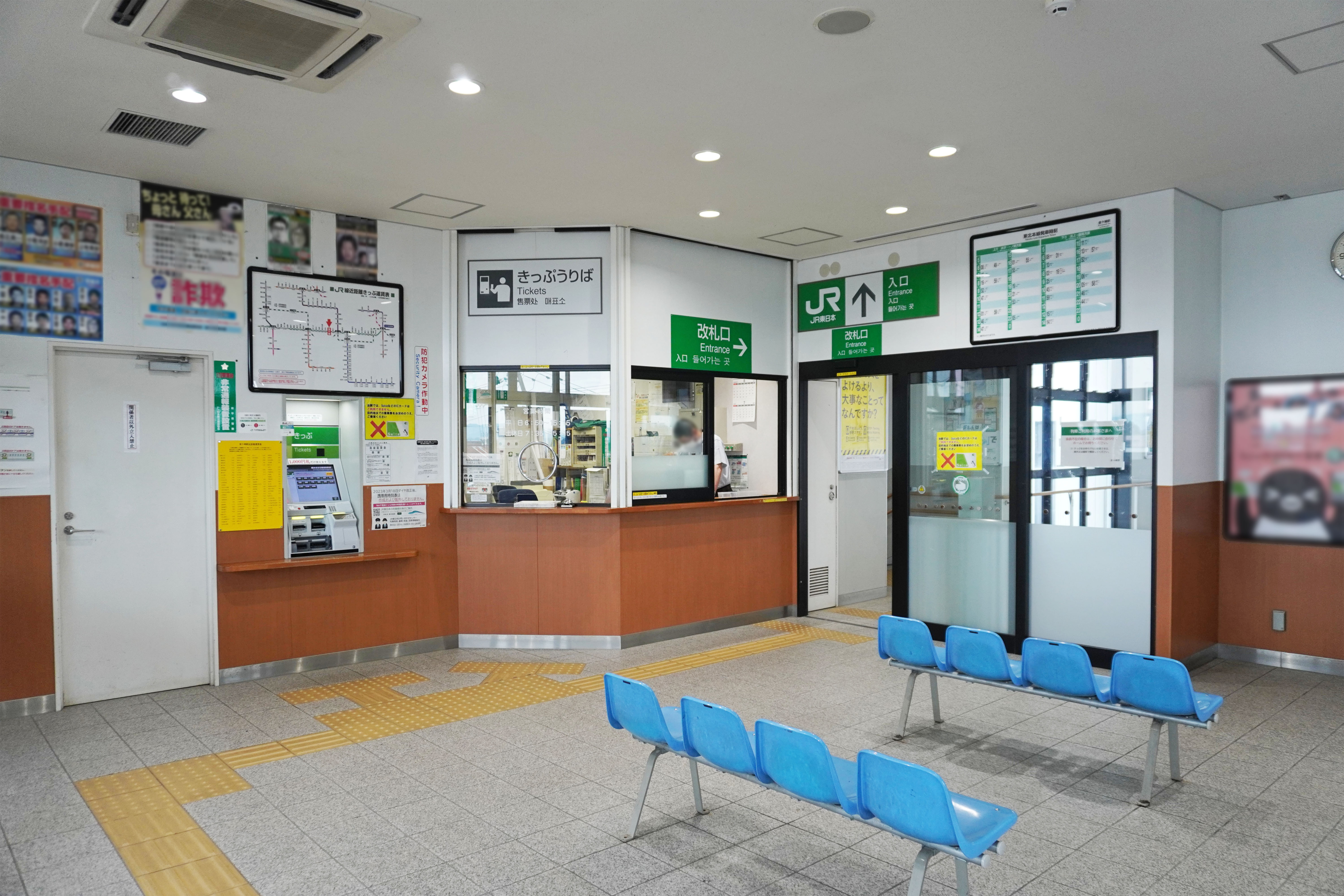
改札口と切符売り場（2023年6月）
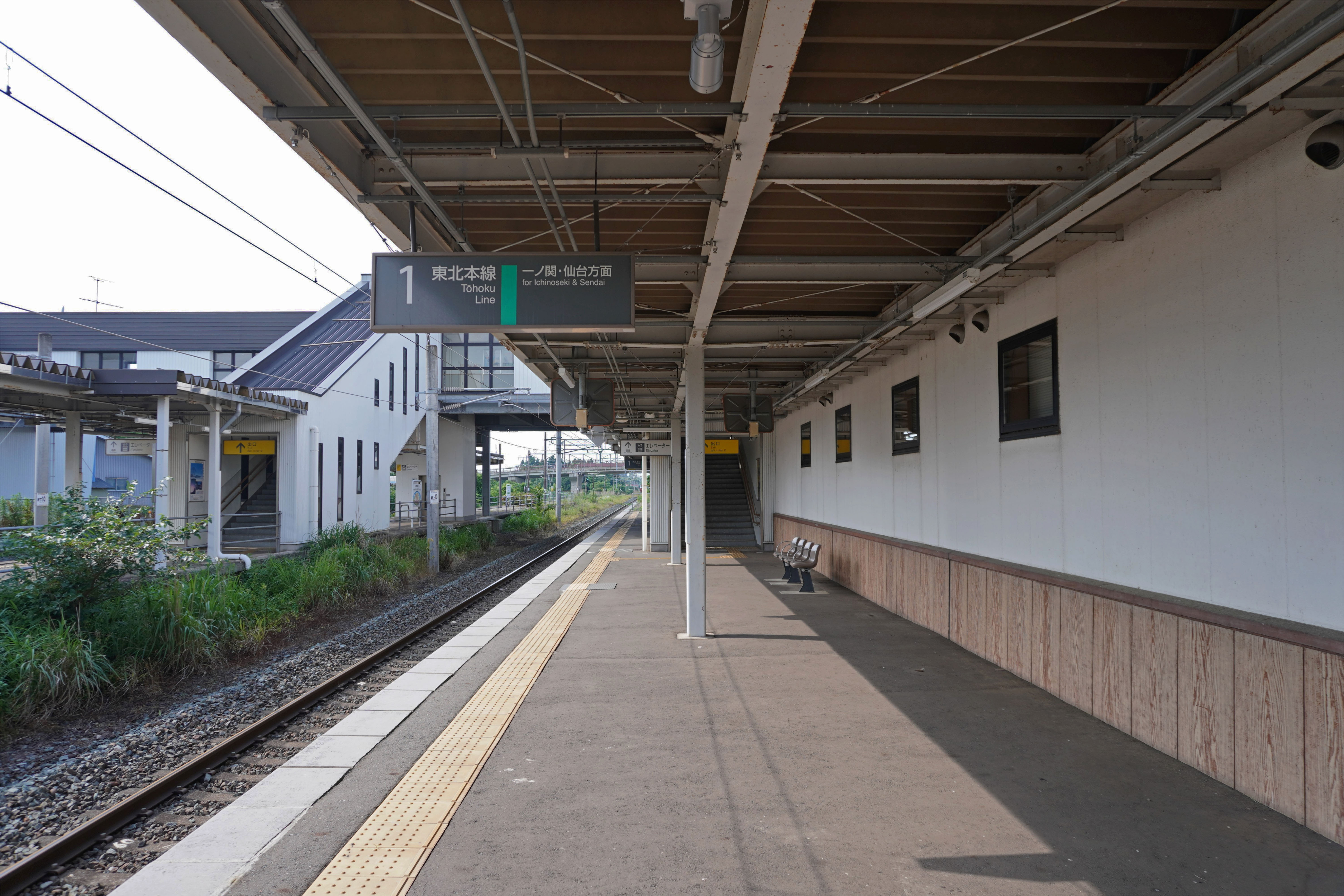
1番線ホーム（2023年6月）
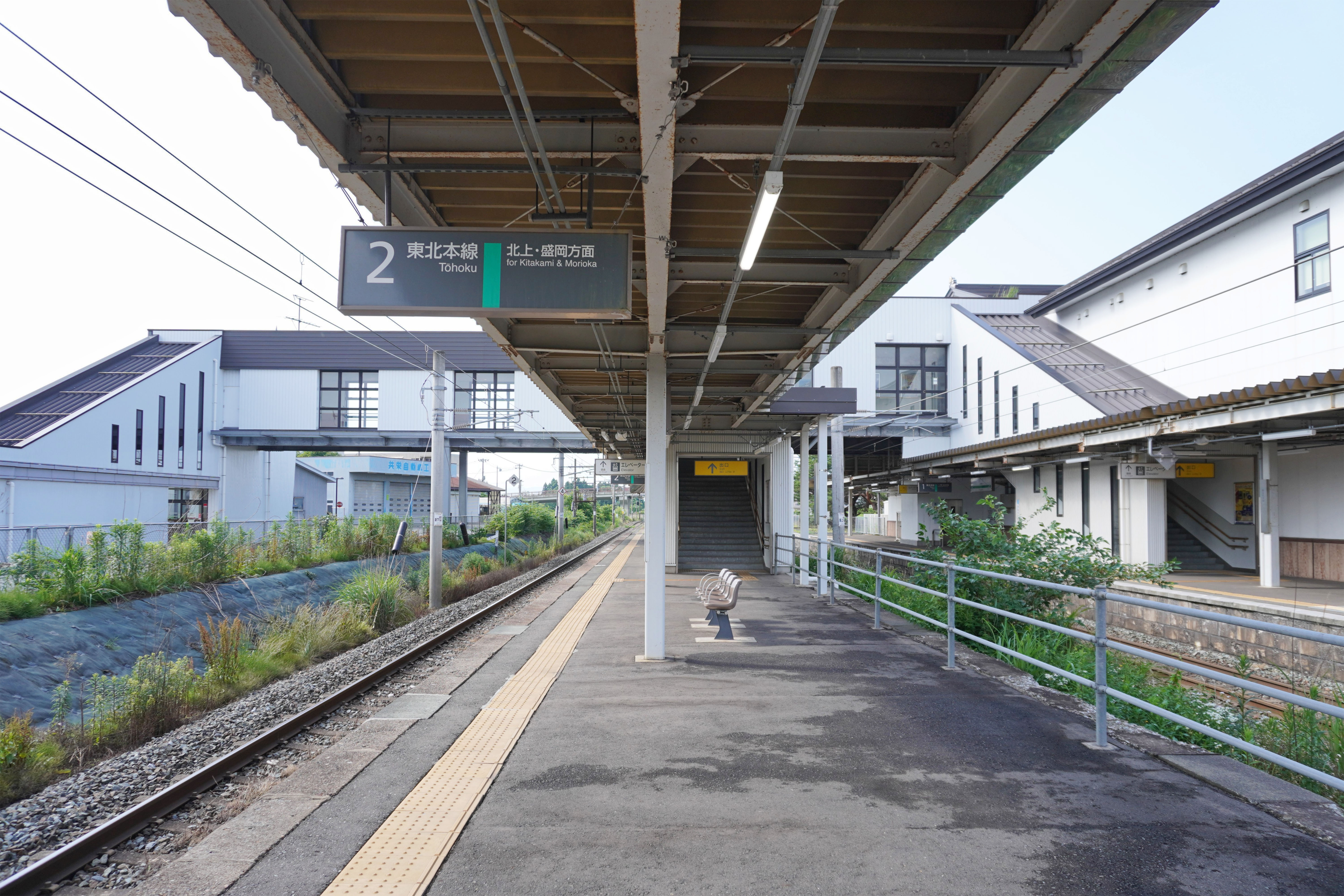
2番線ホーム（2023年6月）

## 利用状況
JR東日本によると、2023年度（令和5年度）の1日平均乗車人員は581人である。
2000年度（平成12年度）以降の推移は以下のとおりである。
| 1日平均乗車人員推移 | 1日平均乗車人員推移 | 1日平均乗車人員推移 | 1日平均乗車人員推移 | 1日平均乗車人員推移 |
| 年度                | 定期外              | 定期                | 合計                | 出典                |
| ------------------- | ------------------- | ------------------- | ------------------- | ------------------- |
| 2000年（平成12年）  |                     |                     | 586                 | [ 利用客数 2 ]      |
| 2001年（平成13年）  |                     |                     | 584                 | [ 利用客数 3 ]      |
| 2002年（平成14年）  |                     |                     | 603                 | [ 利用客数 4 ]      |
| 2003年（平成15年）  |                     |                     | 568                 | [ 利用客数 5 ]      |
| 2004年（平成16年）  |                     |                     | 542                 | [ 利用客数 6 ]      |
| 2005年（平成17年）  |                     |                     | 550                 | [ 利用客数 7 ]      |
| 2006年（平成18年）  |                     |                     | 581                 | [ 利用客数 8 ]      |
| 2007年（平成19年）  |                     |                     | 623                 | [ 利用客数 9 ]      |
| 2008年（平成20年）  |                     |                     | 640                 | [ 利用客数 10 ]     |
| 2009年（平成21年）  |                     |                     | 623                 | [ 利用客数 11 ]     |
| 2010年（平成22年）  |                     |                     | 663                 | [ 利用客数 12 ]     |
| 2011年（平成23年）  |                     |                     | 637                 | [ 利用客数 13 ]     |
| 2012年（平成24年）  | 162                 | 470                 | 632                 | [ 利用客数 14 ]     |
| 2013年（平成25年）  | 165                 | 458                 | 623                 | [ 利用客数 15 ]     |
| 2014年（平成26年）  | 164                 | 432                 | 597                 | [ 利用客数 16 ]     |
| 2015年（平成27年）  | 160                 | 422                 | 583                 | [ 利用客数 17 ]     |
| 2016年（平成28年）  | 161                 | 424                 | 585                 | [ 利用客数 18 ]     |
| 2017年（平成29年）  | 156                 | 411                 | 568                 | [ 利用客数 19 ]     |
| 2018年（平成30年）  | 158                 | 426                 | 584                 | [ 利用客数 20 ]     |
| 2019年（令和元年）  | 157                 | 427                 | 584                 | [ 利用客数 21 ]     |
| 2020年（令和02年）  | 108                 | 422                 | 530                 | [ 利用客数 22 ]     |
| 2021年（令和03年）  | 104                 | 423                 | 527                 | [ 利用客数 23 ]     |
| 2022年（令和04年）  | 116                 | 453                 | 570                 | [ 利用客数 24 ]     |
| 2023年（令和05年）  | 136                 | 444                 | 581                 | [ 利用客数 1 ]      |

## 駅周辺
- 北上川
- 胆沢川
- 金ケ崎町文化体育館
- 金ケ崎町役場
- 金ケ崎郵便局
- 金ケ崎町城内諏訪小路[2]
- ショッピングプラザパオ
- 岩手県道108号江刺金ケ崎線
- 岩手県道137号金ケ崎停車場線
- 岩手県道196号胆沢金ケ崎線
- 岩手県道255号広瀬三ケ尻線
- 岩手県道270号西根佐倉河線
- 国道4号（金ケ崎バイパス）
- 東北自動車道 水沢インターチェンジ

## 隣の駅
東日本旅客鉄道（JR東日本）
■東北本線
水沢駅 - 金ケ崎駅 - 六原駅

### 記事本文

#### 報道発表資料
1. ↑  「Suicaエリア外もチケットレスで! 東北エリアから「えきねっとQチケ」がはじまります (PDF)」（プレスリリース）、東日本旅客鉄道、2024年7月11日。2024年8月1日閲覧。

#### 新聞記事
1. ↑  「金ケ崎駅新駅舎 13日に部分開業」『岩手日報』岩手日報社、2004年11月1日、2面。
2. 1 2 3  「背景に深刻な人員不足 3月15日からJR金ケ崎駅が無人化」『胆江日日新聞』2025年1月22日。オリジナルの2025年1月23日時点におけるアーカイブ。2025年1月24日閲覧。

### 利用状況
1. 1 2  「各駅の乗車人員 2023年度 101位以下（6）| 企業サイト：JR東日本」東日本旅客鉄道。2025年7月12日閲覧。
2. ↑  「JR東日本：各駅の乗車人員（2000年度）」東日本旅客鉄道。2025年7月12日閲覧。
3. ↑  「JR東日本：各駅の乗車人員（2001年度）」東日本旅客鉄道。2025年7月12日閲覧。
4. ↑  「JR東日本：各駅の乗車人員（2002年度）」東日本旅客鉄道。2025年7月12日閲覧。
5. ↑  「JR東日本：各駅の乗車人員（2003年度）」東日本旅客鉄道。2025年7月12日閲覧。
6. ↑  「JR東日本：各駅の乗車人員（2004年度）」東日本旅客鉄道。2025年7月12日閲覧。
7. ↑  「JR東日本：各駅の乗車人員（2005年度）」東日本旅客鉄道。2025年7月12日閲覧。
8. ↑  「JR東日本：各駅の乗車人員（2006年度）」東日本旅客鉄道。2025年7月12日閲覧。
9. ↑  「JR東日本：各駅の乗車人員（2007年度）」東日本旅客鉄道。2025年7月12日閲覧。
10. ↑  「JR東日本：各駅の乗車人員（2008年度）」東日本旅客鉄道。2025年7月12日閲覧。
11. ↑  「JR東日本：各駅の乗車人員（2009年度）」東日本旅客鉄道。2025年7月12日閲覧。
12. ↑  「JR東日本：各駅の乗車人員（2010年度）」東日本旅客鉄道。2025年7月12日閲覧。
13. ↑  「JR東日本：各駅の乗車人員（2011年度）」東日本旅客鉄道。2025年7月12日閲覧。
14. ↑  「JR東日本：各駅の乗車人員（2012年度）」東日本旅客鉄道。2025年7月12日閲覧。
15. ↑  「各駅の乗車人員 2013年度 ベスト100以外（7）：JR東日本」東日本旅客鉄道。2025年7月12日閲覧。
16. ↑  「各駅の乗車人員 2014年度 ベスト100以外（7）：JR東日本」東日本旅客鉄道。2025年7月12日閲覧。
17. ↑  「各駅の乗車人員 2015年度 ベスト100以外（7）：JR東日本」東日本旅客鉄道。2025年7月12日閲覧。
18. ↑  「各駅の乗車人員 2016年度 ベスト100以外（7）：JR東日本」東日本旅客鉄道。2025年7月12日閲覧。
19. ↑  「各駅の乗車人員 2017年度 ベスト100以外（7）：JR東日本」東日本旅客鉄道。2025年7月12日閲覧。
20. ↑  「各駅の乗車人員 2018年度 ベスト100以外（6）：JR東日本」東日本旅客鉄道。2025年7月12日閲覧。
21. ↑  「各駅の乗車人員 2019年度 ベスト100以外（6）：JR東日本」東日本旅客鉄道。2025年7月12日閲覧。
22. ↑  「各駅の乗車人員 2020年度 101位以下（6）| 企業サイト：JR東日本」東日本旅客鉄道。2025年7月12日閲覧。
23. ↑  「各駅の乗車人員 2021年度 101位以下（6）| 企業サイト：JR東日本」東日本旅客鉄道。2025年7月12日閲覧。
24. ↑  「各駅の乗車人員 2022年度 101位以下（6）| 企業サイト：JR東日本」東日本旅客鉄道。2025年7月12日閲覧。